# Rénium
A rénium a periódusos rendszer egy kémiai eleme. Vegyjele Re, rendszáma 75. Ez az ezüstfehér, nehéz átmenetifém a periódusos rendszer 7. csoportjában helyezkedik el. 

## Jellemzői
A földkéreg egyik legritkább eleme, a földkéregben átlagos koncentrációja 1 ppb (1:1 000 000 000). A tiszta rénium olvadáspontja a harmadik legmagasabb az elemek között, csupán a volfrámé és a széné magasabb. Kémiai tulajdonságait tekintve a mangánra hasonlít, a molibdén- és rézfinomítás melléktermékeként állítják elő.
A réniumot 1925-ben fedezték fel, így ez volt a legutoljára felfedezett, természetes előfordulású stabil elem (a legutoljára felfedezett elem a francium, de az nem stabil). Nevét a Rajnáról kapta.
A sugárhajtóművekben használt nikkel-alapú szuperötvözetek 6% réniumot tartalmaznak, így a sugárhajtómű-gyártás az elem legnagyobb felhasználója. Ezen kívül a vegyipar használja katalizátor célokra. Az igényekhez képest alacsony előfordulása miatt a rénium az egyik legdrágább ipari fém, 2008-ban 1 kilogrammért 11 000 dollárt kellett adni, a 2009-es átlagára meghaladta a kilogrammonként 6000 dollárt.

## Előfordulása

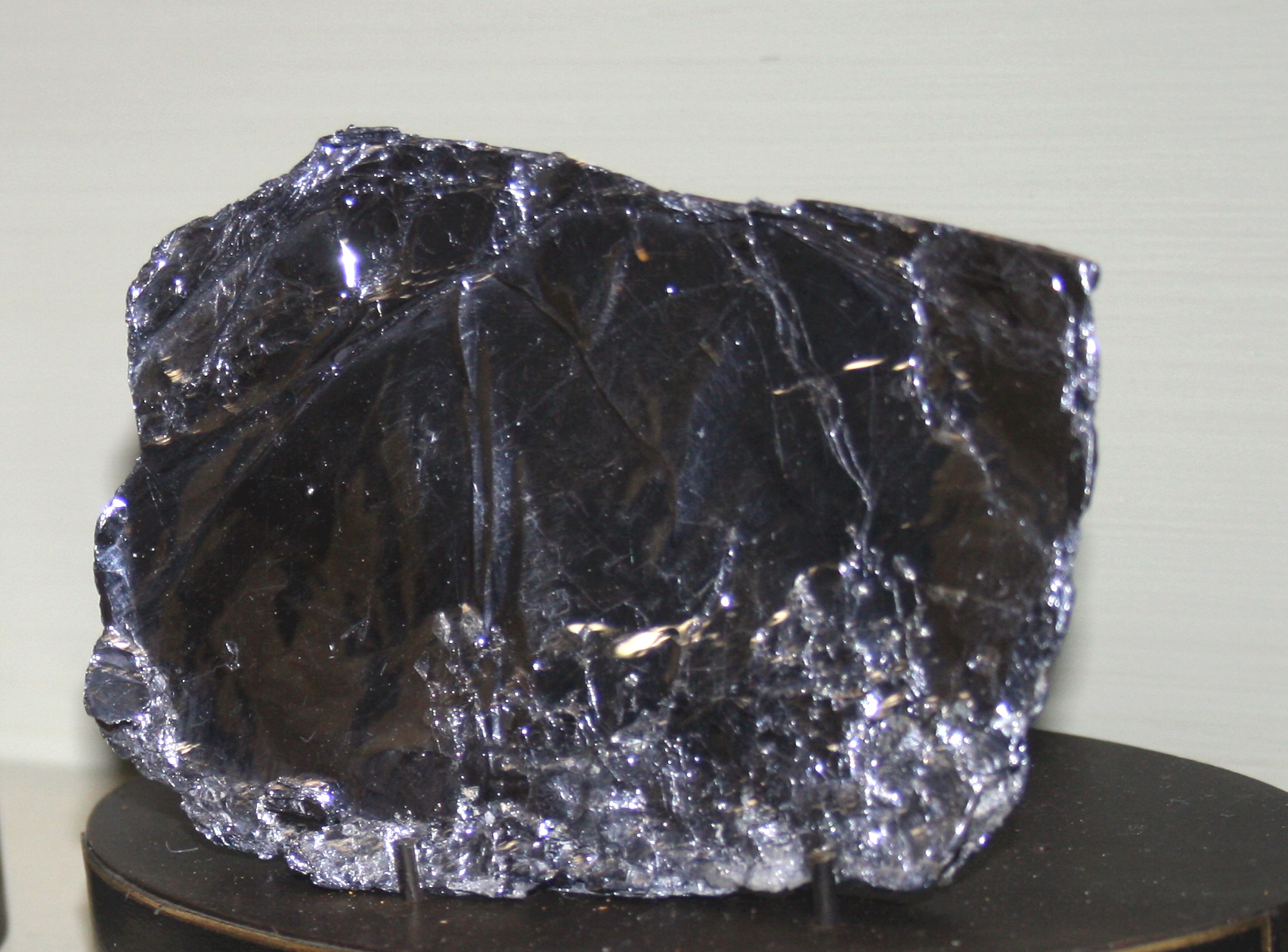
Molibdenit

A rénium a földkéreg egyik legritkább eleme, átlagos koncentrációja 1 ppb;, más források szerint 0,5 ppb, így a földkéreg 77. leggyakoribb előfordulású eleme. A rénium a természetben valószínűleg nem található meg szabad állapotban (lehetséges természetes előfordulása bizonytalan), ugyanakkor a molibdenitben akár 0,2%-ban is megtalálható, ez az érc a rénium legfőbb forrása, bár egyes molibdenit mintákban koncentrációja elérte az 1,88%-ot. Chilében vannak a világ legnagyobb rénium lelőhelyei, ez az elem itt rézérc mellett fordul elő. 2005-ben Chile volt a legnagyobb rénium termelő ország. Nemrégiben (1994) a réniumot szulfid vegyületként (ReS2) is megtalálták az oroszországi Kuril-szigetek Kudrjavi vulkánjának fumarolájában. Ezt a ritka ásványt a gyűjtők nagyra értékelik, gazdaságosan kitermelhető forrást viszont nem jelent.